# 국도 제10호선 (미국)
국도 제10호선(U.S. Route 10)은 노스다코타주의 웨스트파고에서 출발하여 미네소타주와 위스콘신주를 거쳐 미시간주의 베이시티까지 이르는 미국의 일반 국도로, 총 연장은 565마일(909 km)이다. 그래서 이 국도는 미국의 중서부 지역을 관통하고 있기 때문에 국도 제8호선과 비슷한 형태를 띠고 있다. 그러나, 매니토웍에서 미시간호를 건너 러딩턴까지 이르는 구간은 뱃길인 SS 배저로 연결되며, 2015년부터 매년 5월부터 10월까지만 운항하게 된다. 그래서 이 국도는 끝에 숫자 0이 오기 때문에, 대다수의 다른 미국 국도 노선 중 끝자리 번호가 0으로 오는 마지막 숫자로 쓰는 여타 국도 노선들과 달리 미국 10번 국도는 횡단형 국도가 아니기 때문이다. 다만 본시의 US 10은 미시간주의 디트로이트에서 워싱턴주의 시애틀까지 연결되어 있는 장거리 노선을 이루는 일반 국도였지만, 구간 전체 중 상당수를 잃었기 때문에 지금과 같이 US 8과 비슷한 내륙부 관통형 국도로 전락한 상태인 것으로 보인다.

## 통과하는 도로
※ 통과하는 도로 중 주도 등은 기술 대상에서 제외된다.

### 주간고속도로
- 주간고속도로 제94호선
- 주간고속도로 제29호선
- 주간고속도로 제35W호선
- 주간고속도로 제694호선
- 주간고속도로 제35E호선
- 주간고속도로 제494호선
- 주간고속도로 제39호선
- 주간고속도로 제41호선
- 주간고속도로 제43호선
- 주간고속도로 제75호선

### 국도
- 국도 제52호선
- 국도 제81호선
- 국도 제75호선
- 국도 제59호선
- 국도 제71호선
- 국도 제169호선
- 국도 제12호선
- 국도 제61호선
- 국도 제63호선
- 국도 제53호선
- 국도 제51호선
- 국도 제45호선
- 국도 제41호선
- 국도 제151호선
- 국도 제31호선
- 국도 제131호선
- 국도 제127호선
- 국도 제23호선

### 비고
- SS 배저(영어판) : 매니토웍(영어판) - 미시간호 - 러딩턴(영어판) 사이의 구간을 별도의 페리로 연결되며, 2015년부터 매년 5월부터 10월까지만 운항하게 된다.

## 옛 US 10의 아이콘

워싱턴주의 US 10
아이다호주의 US 10
몬태나주의 US 10

## 관련 국도
- 국도 제110호선
- 국도 제210호선
- 국도 제310호선
- 국도 제410호선